# Artapano d'Alessandria
Artapano d'Alessandria (in greco antico: Ἀρτάπανος ὁ Ἀλεξανδρεύς?, Artàpanos o Aleksandrèus; fl. III-II secolo a.C.) è stato uno storico greco antico di origine ebraica, che si crede essere vissuto ad Alessandria d'Egitto tra il III e il II secolo a.C..

## Biografia
Anche se molti studiosi sono convinti che sia vissuto ad Alessandria, altri ipotizzano che abbia abitato ai confini del regno tolemaico: in ogni caso, Artapano fu di origine egizia.

## Sugli Ebrei
Artapano scrisse il Sugli Ebrei, una storia degli ebrei in lingua greca, tra il 250 ed il 100 a.C., ma questo testo è andato perduto. Le opere di Artapano possono essere interpretate come una risposta agli scritti come quelli di Manetone, del III secolo a.C., sicché probabilmente non scrisse prima della metà del III secolo a.C., e si ipotizza che l'abbia fatto nella seconda metà del II secolo a.C. sotto l'influenza del regno di Tolomeo IV, tra il 221 ed il 204 a.C. La citazione fatta da Alessandro Poliistore di Artapano, a metà del I secolo a.C., fa pensare che Artapano scrisse non più tardi della fine del II secolo a.C..
Parti del lavoro di Artapano sono state conservate grazie a Eusebio di Cesarea e Clemente Alessandrino.

### Struttura dell'opera e ritratto di Mosè
Esiste un generale consenso tra gli studiosi sul fatto che Artapano abbia utilizzato i Settanta come schema per la sua opera  storica, manipolando liberamente le proprie storie al fine di creare un racconto unico. 
Descrive, infatti, le avventure egizie dei tre maggiori patriarchi ebrei, Abramo, Giuseppe e Mosè, trasformandoli in eroi responsabili di molte delle innovazioni culturali dell'antico Vicino Oriente.
Uno degli aspetti più sorprendenti dell'opera di Artapano è, dunque, la facilità con cui sincretizza cultura e religione ebraica, greca ed egizia. 
Secondo Artapano, infatti, Abramo insegnò ad un faraone egizio l'astrologia, mentre Mosè insegnò molti degli "utili benefici della conoscenza" inventando navi, armi egizie e filosofia: i Greci chiamavano, anzi, Mosè Museo, e che insegnò anche ad Orfeo, che è ampiamente riconosciuto come padre della cultura greca.. Allo stesso modo, Artapano conferisce a Mosè il merito della divisione dell'Egitto in 36 nomos e della conquista dell'Etiopia, due meriti che la tradizione associa all'eroe egiziano Sesostris. 
Afferma anche che gli etiopi finirono addirittura col circoncidersi per ammirazione verso Mosè.
Mosè viene anche identificato con Ermes:
Si sottolinea, poi, il gioco di parole in lingua greca che deve essere esistito al tempo di Artapano riguardo a Mosè, Thoth, ed il nome comune Thutmosis. 
Artapano fa invece un collegamento tra i patriarchi ebrei che insegnarono in Egitto materie quali l'astronomia e Mosè che, interpretando le sacre scritture (presumibilmente quelle ebraiche), raggiunse la conoscenza di Thoth. Anche il legame di Mosè con l'oscura figura di Enoch è stato avanzato da alcuni studiosi, dato che si dice che Enoch abbia insegnato agli uomini l'"esatta" astrologia (ad esempio il calendario solare; 1 Enoch 1-36), anche se Artapano non ne parla. Questo ha senso, dato che l'obiettivo di Artapano non è quello di riconciliare Mosè con le figure mitologiche ebraiche, ma piuttosto con la storia, la cultura e la religione egizia in generale.

### Teologia e motivazioni
La teologia di Artapano è un tema di grande discussione nella comunità degli studiosi. Alcuni studiosi lo considerano un ebreo politeistico. John Barclay, ad esempio, vede l'accettazione di Artapanus del culto egizio degli animali e la sua raffigurazione di Mosè come segni del suo politeismo. Altri riconoscono nella sua ammirazione per i miracolosi poteri di Mosè reminiscenze del paganismo ellenico.  Un altro gruppo di studiosi crede che Artapano fosse monoteista, e che adorasse un solo dio ma accettasse la possibile esistenza di altri. Costoro sostengono che Artapano mantenne la superiorità di YHVH in ogni suo testo, e che la sua raffigurazione di Mosè come dio abbia origini bibliche.
Anche il motivo per cui Artapano scrisse le sue opere è dibattuto. Un ramo d'analisi enfatizza la tensione tra la diaspora ebraica ed i vicini ellenisti. Ad esempio alcuni studiosi, come Carl Holladay, considerano le opere di Artapano come "storiografia competitivia". Secondo costoro l'obbiettivo di Artapano era quello di difendere gli ebrei dagli attacchi degli storici quali Manetone, e questo spiegherebbe la superiorità dei patriarchi ebraici. James Charlesworth della Princeton University, ad esempio, sostiene che Artapano compose una "apologia per gli ebrei" in risposta agli stereotipi antimosaici ed antiebraici di altri egizi. Altri rifiutano questa ipotesi, affermando che difficilmente chi leggeva gli altri autori avrebbe letto una storia abbellita degli ebrei che denigravano le loro culture. Al contrario, questi studiosi sostengono che il principale target delle opere di Artapano fossero gli ebrei stessi, e che egli scrivesse storie romantiche per sostenere l'orgoglio nazionale. Alcuni studiosi accettano entrambe queste ipotesi, sostenendo che la narrativa di Artapano rappresenti una storiografia apologica ed un racconto romanzato di propoaganda nazionale.
D'altra parte, Erich Gruen insiste sul fatto che queste ipotesi non tengono conto dell'umorismo di Artapano, e quindi della sua principale motivazione. Egli sostiene che Artapano non intendeva comunicare ai lettori la storia in senso letterale, dato che chiunque conoscesse le storie bibliche avrebbe riconosciuto le sue fantasiose aggiunte e manipolazioni. Invece, Gruen sostiene che Artanpano prendesse in giro i faraoni ed esagerasse i meriti dei patriarchi ebrei portandoli a "proporzioni comiche" per poter dimostrare il proprio sentimento di vittima della diaspora. È proprio questo conforto che egli voleva comunicare ai propri lettori ebrei.

## Impatto letterario
Anche se è possibile che Artapano abbia influenzato lo storico ebreo Flavio Giuseppe, sembra che in generale abbia avuto scarso impatto sulla successiva letteratura ebraica.